# Довідковий апарат архіву
Довідковий апарат архіву - система архівних довідників архіву. 

## Історія
Формування структури довідкового апарату державних архівів   пройшло тривалий шлях від перших інвентарних   описів до електронних довідників.      Архіви до поч. XX ст. мали описи, покажчики, каталоги, але всі вони не були єдиною,   взаємопов'язаною системою. 

У квітні   1920 р. Раднарком УСРР видав постанову,   згідно з якою всі архіви на території УСРР,   в т. ч. й приватні збірки документів, проголошувалися «загальнонародною власністю». Цим започатковано централізацію довідкового апарату: видано багато правил та інструкцій щодо створення тематичних картотек, оглядів,   путівників, складання описів тощо. 

Під час Другої світової війни відбувалась евакуація і реевакуація значної кількості   архівів, відбудова архівосховищ, масове   впорядкування архівних документів. Тоді ж активно  розроблялися теоретичні питання розвитку довідкового   апарату. Основою довідкового залишився опис.   Водночас появились предметно-тематичні та систематичні каталоги. 

«Основні правила роботи державних архівів» (М., 1962) передбачали створення комплексу   посібників для правильної організації використання документальних матеріалів в архіві й називалися науково-довідковим апаратом, визначали методику створення архівних довідників, а також структуру довідкового апарату.

## Склад довідкового апарату
Нині в державних архівах України довідковий апарат складається з   описів, анотованих реєстрів описів, каталогів,   путівників, оглядів, покажчиків тощо, які   поділяються на міжархівні (забезпечують пошук інформації на рівні НАФ   України), міжфондові (на рівні архіву) та фондові   (на рівні архівного фонду). 

Базовим довідником для створення всіх інших видів довідкового апарату є архівний опис, що розкриває   склад і зміст документів у межах фонду чи колекцій, його структурних частин. Кожен державний архів має також систему каталогів (систематичний,   предметно-тематичний з історії установ, з історії   адміністративно-територіального поділу, іменний, географічний, документів   з особового складу). 

Поширеним є іменний каталог, що містить інформацію про осіб, які є авторами документів, або згадуються в документах, а також географічний каталог, що містить інформацію про географічні й топографічні об'єкти. 

Переважна більшість архівів надрукувала путівники або короткі довідники, що подають характеристики фондів (документів) залежно від об'єкта описування (архіви, архів, група фондів, фонд, частина фонду/ колекції, документ). 

Крім описів, каталогів, путівників в архівах складаються покажчики (тематичні, предметні, географічні, іменні, хронологічні), а також огляди (міжфондові, фондові, тематичні), тематичні переліки тощо. 

З середини 1990-х рр. функціонують електронні бази даних облікового і тематичного характеру.